# Żudiłowo (stacja kolejowa)
Żudiłowo (ros. Жудилово) – stacja kolejowa w miejscowości Żudiłowo, w rejonie unieckim, w obwodzie briańskim, w Rosji. Położona jest na linii Briańsk - Homel.

## Historia
Stacja powstała w XIX w. na poleskiej drodze żelaznej, pomiędzy stacjami Rassucha i Poczep.